# Антесигнаны
Антесигна́ны (лат. antesignani — «стоящие / сражающиеся перед знамёнами») — тяжеловооружённые воины римской армии. В древнейшие времена это название носили только гастаты, но поскольку при построении манипулами знамя легиона находилось в третьем ряду, то есть у триариев, то так могли называться и принципы вместе с гастатами.
Во времена Цезаря антесигнанами назывались отборные воины в каждом легионе. Они, как ранее экстраординарии, предназначались для охраны авангарда и арьергарда. Эти 300 сильных и храбрых воинов каждого легиона были освобождены от поклажи (поэтому они назывались лат. expediti), всегда принадлежали к определённому легиону и имели в нём определённое место. Однако им часто поручались отдельные наступательные или оборонительные операции, и тогда они сражались не при легионном знамени, как остальные, а впереди него.